# Jayabageswori
Jayabageswari (en népalais : जयवागेश्वरी) est un comité de développement villageois du Népal situé dans le district de Bajura. Au recensement de 2011, il comptait 2 512 habitants.